# Bundeswettbewerbsbehörde
Die Bundeswettbewerbsbehörde (BWB) ist die in Österreich seit 1. Juli 2002 für die Sicherstellung des Wettbewerbs zuständige Wettbewerbsbehörde. Die Bundeswettbewerbsbehörde ist organisatorisch beim Bundesministerium für Arbeit und Wirtschaft angesiedelt, jedoch nicht weisungsgebunden. Den Posten einer Generaldirektorin für Wettbewerb hält seit November 2023 Natalie Harsdorf (interimistisch seit Dezember 2021).
Die Bundeswettbewerbsbehörde führt Ermittlungsverfahren bei Verdacht auf Kartellverstöße und stellt Geldbußenanträge an das Kartellgericht.
Parallel zur Bundeswettbewerbsbehörde existiert in Österreich der (weisungsgebundene) Bundeskartellanwalt, der dem Justizministerium unterstellt ist. Diese Zweigleisigkeit wurde 2002 geschaffen und wird insofern kritisiert, als eine einzige, effiziente Wettbewerbs- oder Kartellbehörde sinnvoller als zwei mit unterschiedlichen Befugnissen ausgestattete Behörden wäre.
Die Bundeswettbewerbsbehörde ist Mitglied des Marchfeld Competition Forums. Im Jahr 2010 wurden rund 700 nationale und europäische Wettbewerbsfälle bearbeitet.

## Organisation
Die Bundeswettbewerbsbehörde wird von dem Generaldirektor für Wettbewerb geleitet. Diesem untersteht in der Behördenleitung die Geschäftsstelle. Der Geschäftsstellenleiter ist gleichzeitig der Stellvertreter des Generaldirektors. Seit Dezember 2021 wurde die Behörde interimistisch durch Natalie Harsdorf-Borsch geleitet. Im Oktober 2023 wurde bekannt, dass diese nun dauerhaft als Generaldirektorin für Wettbewerb installiert werden soll.
Der Leitung steht weiter die Verwaltungseinheit namens Administration für verwaltungsbezogene Aufgaben zur Verfügung. Im operativen Geschäfts unterteilt sich die Bundeswettbewerbsbehörde in neun sogenannte Einheiten. Für die sektorelle Bearbeitung auflaufender Fälle wurden zudem fünf so genannte Operative Einheiten eingerichtet.
Die Bundeswettbewerbsbehörde verfügte 2010 über ein Budget von rund 2,5 Mio. € sowie 33 eingerichtete Planstellen.

## Aufgaben und Befugnisse
Der Bundeswettbewerbsbehörde obliegt nach §§ 1 bis 3 Wettbewerbsgesetz (WettbG) insbesondere die Kontrolle der österreichischen wie auch europäischen Wettbewerbsregeln, d. h. des österreichischen Kartellgesetzes, der Art. 101 bis 106 AEUV und der Fusionskontrollverordnung (Verordnung (EG) Nr. 139/2004).
Zur Erfüllung ihrer Aufgaben ist die Bundeswettbewerbsbehörde dabei insbesondere befugt:
- mit anderen Behörden, u. a. auch der Europäischen Kommission und den Wettbewerbsbehörden anderer Mitgliedsstaaten zusammenzuarbeiten (§ 10 WettbG)
- Ermittlungen zu führen und dabei Sachverständige, Zeugen und Beteiligte heranzuziehen (§§ 11, 11a WettbG)
- Hausdurchsuchungen (nach stattgegebenem Antrag durch das Kartellgericht) durchführen (§ 12 WettbG) und
- Organe des öffentlichen Sicherheitsdienstes zur Durchsetzung der Befugnisse einzusetzen (§ 14 WettbG)

## Bekannte Entscheidungen und Fälle
- Kartellverfahren im Fall der Spediteurs-Sammelladungs-Konferenz
- Beteiligung an den Ermittlungen im deutschen Feuerwehrfahrzeuge-Kartell
- Strafantrag im Müllkartellverfahren gegen die Saubermacher Dienstleistungs AG